# Nonyma variegata
Nonyma variegata là một loài bọ cánh cứng trong họ Cerambycidae.